# 김광민 (음악가)
김광민(1960년 2월 22일 ~ )은 대한민국의 피아노 연주자이자, (2009년 기준으로) 동덕여자대학교 공연예술대학 교수이다.

## 생애
네 살때부터 피아노를 치기 시작, 중학 시절부터 밴드 활동을 시작했다. 음대 진학을 포기하고 명지대학교 무역학과(現 국제통상학과)로 대학에 진학하게 된다. 1980년 동서남북이라는 프로그레시브 밴드를 결성했고, 1981년에는 대학가요제에서 동상을 수상한 밴드 시나브로에서 활동했다. 김민기, 양희은, 조동진 등의 앨범에 세션으로 참여했으며 조용필과 위대한 탄생의 건반 주자로 활동하기도 했다. 1986년에 버클리 음대에 진학하여 이후 6년 동안 미국에서 음악 공부를 하며 두 장의 앨범을 냈다. 한국으로 돌아온 직후 MBC 수요예술무대의 진행을 맡아 13년간 계속했다. 현재는 학생들을 가르치면서 공연과 연주 활동을 병행하고 있다.

## 출신 학교
- 명지대학교 무역학과(국제통상학과)
- 버클리 음악 대학 학사
- 뉴잉글랜드 컨서버토리 석사

## 앨범
- 1집 《지구에서 온 편지》: 1991년 9월 발매
- 2집 《Shadow Of The Moon》
- 3집 《보내지 못한 편지》
- 4집 《혼자 걷는 길》
- 5집 《Time Travel (시간여행)》
- 6집 《너와 나 'YOU & I'》

## 같이 보기
- 유재하